# Schildvoetigen
Schildvoetigen (Caudofoveata) is een klasse van weekdieren. Het zijn schelploze zeedieren met een wormachtig uiterlijk. De klasse heeft één orde: Chaetodermatida en drie families: Chaetodermatidae, Limifossoridae en Prochaetodermatidae. Hiervan zijn 141 soorten beschreven.

## Kenmerken
Ze hebben een gestrekt lichaam dat geheel door een mantel met cuticula en schubben is bedekt en variëren in lengte van 3 mm tot 14 cm. Achter of rondom de mond ligt een uit één of meer delen bestaand voetschild (graaf- en waarnemingsplaat). De mantelholte is eindstandig met één paar echte bladkieuwen. Het terminaal zintuig is altijd ongepaard. De middendarm is meestal vergezeld van een spijsverteringszak aan de buikzijde. De spieren tussen de mantel en de buikzijde vertonen talrijke gepaarde bundels, die echter vaak rudimentair geworden zijn. De afvoer van de geslachtscellen gebeurt via de afvoergangen van het hartzakje (coelomoducten). De oorspronkelijke gonoducten ontbreken.

## Verspreiding en leefgebied
Schildvoetigen leven in de zeebodem.

## Voortplanting
Schildvoetigen zijn van gescheiden geslacht. De eitjes worden vrij in het water bevrucht.

## Europese soorten
In West-Europa zijn de volgende soorten bekend:
- Scutopus ventrolineatus Salvini-Plawen, 1968
- Chaetoderma nitidulum Lovén, 1845 (Glimmende franjeschildvoet)[1]
- Falcidens crossotus Salvini-Plawen, 1968

Chaetoderma nitidulum is de enige vertegenwoordiger van de Schildvoetigen die met zekerheid in het Nederlandse deel van de Noordzee voorkomt.

## Taxonomie
Onderstaande onderverdeling bevat de in de Europese wateren voorkomende beschreven soorten.
- Orde Chaetodermatida
  - Familie Chaetodermatidae - Théel, 1875
    - Geslacht Chaetoderma Lovén, 1844
      - Chaetoderma intermedium
      - Chaetoderma luitfredi
      - Chaetoderma marinae
      - Chaetoderma nitens
      - Chaetoderma nitidulum
      - Chaetoderma pellucidum
      - Chaetoderma simplex
      - Chaetoderma tetradens

    - Geslacht Falcidens Salvini-Plawen, 1968
      - Falcidens aequabilis
      - Falcidens crossotus
      - Falcidens gutturosus
      - Falcidens profundus
      - Falcidens sagittiferus
      - Falcidens sterreri
      - Falcidens thorensis
      - Falcidens vasconiensis

  - Familie Limifossoridae - Salvini-Plawen, 1968
    - Geslacht Psilodens Salvini-Plawen, 1977
      - Psilodens elongatus
      - Psilodens tenuis

    - Geslacht Scutopus Salwini-Plawen, 1968
      - Scutopus robustus
      - Scutopus ventrolineatus

  - Familie Prochaetodermatidae - Salvini-Plawen, 1968
    - Geslacht Chevroderma Scheltema, 1985
      - Chevroderma gauson
      - Chevroderma turnerae

    - Geslacht Claviderma Scheltema et Ivanov, 2000
      - Claviderma gladiatum
      - Claviderma tricosum

    - Geslacht Prochaetoderma Thiele, 1902
      - Prochaetoderma boucheti
      - Prochaetoderma breve
      - Prochaetoderma iberogallicum
      - Prochaetoderma raduliferum
      - Prochaetoderma yongei

    - Geslacht Spathoderma Scheltema, 1985
      - Spathoderma alleni
      - Spathoderma clenchi
      - Spathoderma grossum